# Marks
Marks város az USA Mississippi államában, Quitman megyében, melynek, megyeszékhelye. Lakosainak száma 1444 fő (2020. április 1.).

## Népesség
A település népességének változása:
| Lakosok száma | 1551 | 1735 | 1444 |
|               | 2000 | 2010 | 2020 |